# The Gathering (album Testament)
The Gathering – ósmy album studyjny amerykańskiej grupy muzycznej Testament, wydany został 28 czerwca 1999 nakładem Burnt Offerings/Spitfire Records.

## Lista utworów
Opracowano na podstawie materiału źródłowego.
| Nr  | Tytuł utworu                           | Autorzy                          | Długość |
| --- | -------------------------------------- | -------------------------------- | ------- |
| 1.  | „D.N.R. (Do Not Resuscitate)”          | Billy, Peterson                  | 3:34    |
| 2.  | „Down for Life”                        | Billy, Peterson                  | 3:23    |
| 3.  | „Eyes of Wrath”                        | Billy, James, Peterson           | 5:26    |
| 4.  | „True Believer”                        | Peterson, Ramirez                | 3:36    |
| 5.  | „Three Days in Darkness”               | Billy, James, Peterson           | 4:41    |
| 6.  | „Legions of the Dead”                  | Peterson                         | 2:37    |
| 7.  | „Careful What You Wish For”            | Billy, James, Lombardo, Peterson | 3:30    |
| 8.  | „Riding the Snake”                     | Billy, Peterson                  | 4:13    |
| 9.  | „Allegiance”                           | Billy, Lombardo, Peterson        | 2:37    |
| 10. | „Sewn Shut Eyes”                       | Billy, James, Peterson           | 4:15    |
| 11. | „Fall of Sipledome”                    | Billy, Peterson                  | 4:48    |
| 12. | „Hammer of the Gods” (utwór dodatkowy) | Peterson, Lombardo               | 3:12    |
|     |                                        |                                  | 45:52   |

## Twórcy
Opracowano na podstawie materiału źródłowego.
| Zespół Testament w składzie - Chuck Billy – śpiew, produkcja - Eric Peterson – gitara rytmiczna/prowadząca, produkcja, inżynieria dźwięku - James Murphy – gitara prowadząca, inżynieria dźwięku - Steve DiGiorgio – bezprogowa gitara basowa - Dave Lombardo – perkusja | Inni - Andy Sneap – inżynieria dźwięku, miksowanie - Vincent Wojno – inżynieria dźwięku - Kent Matcke – inżynieria dźwięku - Phil Arnold – producent wykonawczy - Dave McKean – okładka |